# Faustpatrone

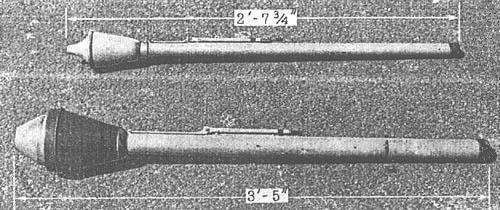
Faustpatrone 30 und Panzerfaust 60

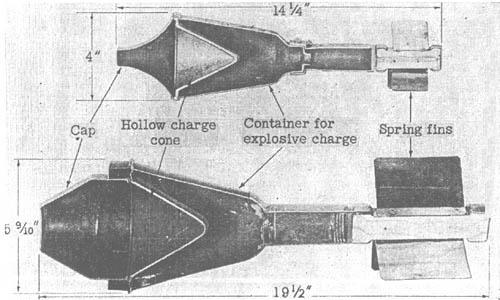
Schnittbild von Faustpatrone 30 und Panzerfaust 60

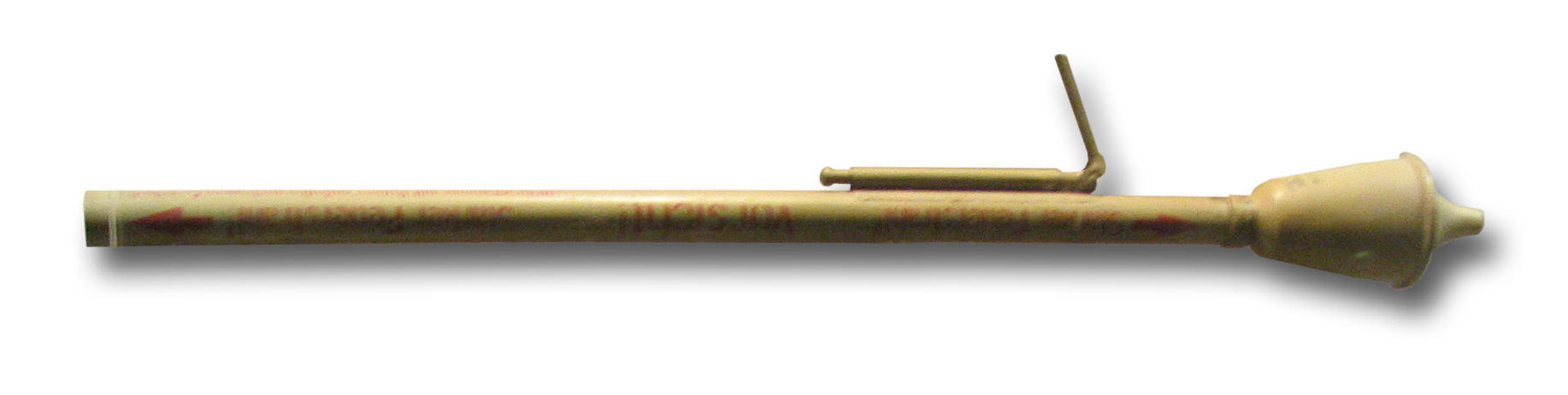
Faustpatrone aus belgischem Museum

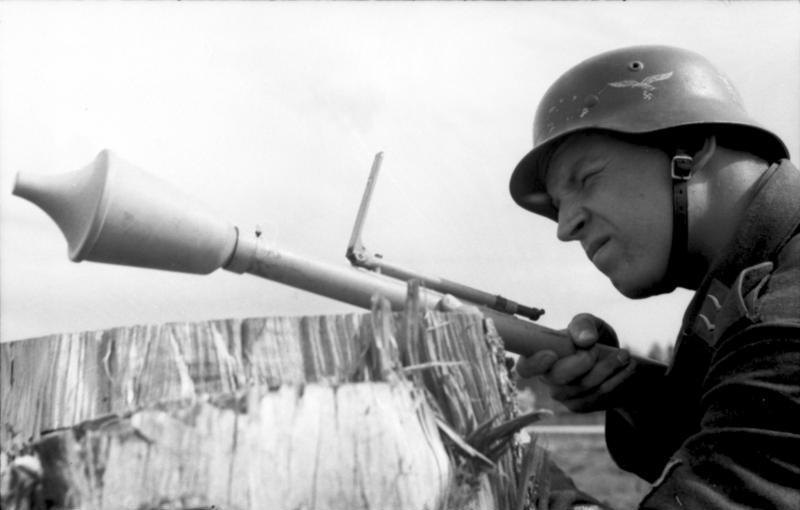
Luftwaffensoldat mit Faustpatrone

Die Faustpatrone war die erste rückstoßfreie Einweg-Waffe zur Bekämpfung von Panzern und ein Vorläufer der besser bekannten deutschen Panzerfaust. Andere Bezeichnungen für die Waffe lauteten Faustpatrone 1, Faustpatrone klein, Faustpatrone 30 oder – später beim Nachfolger – Panzerfaust 30 (wobei 30 für die Reichweite in Metern stand). Dazu gab es Spitznamen wie „Gretchen“ bzw. „kleine Grete“.
Die Entwicklung der Faustpatrone begann im Sommer 1942 in Leipzig bei der Firma HASAG unter der Leitung von Heinrich Langweiler. Ziel war die Schaffung einer einfachen und trotzdem wirkungsvollen Abwehrwaffe für Infanteristen gegen Panzer, da deutsche Soldaten im Krieg gegen die Sowjetunion erhebliche Schwierigkeiten mit dem sowjetischen Panzer T-34 hatten.
Das Ergebnis war die 1942 in Truppenversuchen getestete und 1943 erstmals eingeführte Faustpatrone 30. Die Wehrmacht bestellte 20.000 Stück; die ersten 500 wurden im August 1943 an die Ostfront geliefert. Die Firma HASAG produzierte im Werk Schlieben; zur Deckung des Arbeitskräftebedarfes griff die HASAG auf Zwangsarbeiter aus Konzentrationslagern zurück.
Die Faustpatrone (Gesamtgewicht: 3,2 Kilogramm, 54 Gramm Treibladung aus Schwarzpulver, 0,4 Kilogramm Sprengstoff aus 50:50 Mischung von Trinitrotoluol und Hexogen im Hohlladung-Gefechtskopf mit 100 Millimetern Durchmesser, Gesamtlänge 985 mm, davon 800 mm Rohr mit Kaliber 33 mm) konnte bei einer Maximalgeschwindigkeit von 28 m/s eine effektive Reichweite von 30 Metern entwickeln und bis zu 140 Millimeter Panzerung durchschlagen. Der Überkaliber-Gefechtskopf ragte aus dem Abschussrohr heraus, der am Heck des Gefechtskopfs befestigte Holzstiel steckte hingegen im Abschussrohr. Um den Stiel befanden sich zusammengerollte Leitflächen aus 0,25 mm starkem Federstahl. Beim Verlassen des Rohrs entfalteten sie sich und stabilisierten den Flug des Geschosses.
Die Probleme der Faustpatrone waren das fehlende Visier und der Umstand, dass der spitze Gefechtskopf dazu neigte, von den schrägen Panzerungen des T-34 abzuprallen oder ohne Durchschlageffekt zu explodieren. Aufgrund der bereits frühzeitig festgestellten Mängel begann nahezu gleichzeitig mit der Einführung der Faustpatrone die Produktion des Nachfolgermusters Panzerfaust 30. Diese besaß ein Visier, eine auf 96 Gramm verstärkte Treibladung und eine auf 0,8 Kilogramm verdoppelte Hohlladung. Der Gefechtskopf wurde verbreitert und die Form des Gefechtskopfs wurde geändert, um auch bei schrägen Panzerungen mit einer vergrößerten Auftrefffläche eine höhere Wirkung zu erzielen. Der Unterschied zwischen Faustpatrone 30 (kleiner und spitz) und Panzerfaust 30 (größer und abgestumpft) ist am Gefechtskopf gut ersichtlich.